# Augochlora bodkini
Augochlora bodkini är en biart som beskrevs av Cockerell 1923. Augochlora bodkini ingår i släktet Augochlora och familjen vägbin. Inga underarter finns listade.